# Elliott Laurel
Elliott Laurel ist ein 33 Acres (13,4 ha) großes Naturschutzgebiet bei der Stadt Phillipston im Bundesstaat Massachusetts der Vereinigten Staaten, das von der Organisation The Trustees of Reservations verwaltet wird. Es wurde nach der dort in großen Mengen vorkommenden Pflanze Mountain Laurel, eine im Osten der USA natürlich vorkommende Art der Lorbeerrosen, benannt.

## Schutzgebiet
Das Gelände des heutigen Schutzgebiets wurde ursprünglich als Weidefläche genutzt, besteht heute jedoch größtenteils aus Waldflächen, durch die sich einige alte Steinwälle ziehen. Ein etwa 1 mi (1,6 km) langer Fußweg führt über ein offenes Feld hinauf auf einen felsigen Hügel, von dem aus ein guter Überblick über die Umgebung möglich ist. Der Weg führt darüber hinaus durch einen Wald mit Weymouth-Kiefern und Hemlocktannen bis zu einem Sumpf aus Rotahorn-Bäumen. Auf dem Rückweg sind Kiefern zu sehen, deren Wurzeln dicht mit der namensgebenden Pflanze Mountain Laurel bewachsen sind.
Das Schutzgebiet wurde durch die Trustees aufgrund einer Schenkung im Jahr 1941 eingerichtet. Weitere Teile konnten 1975 käuflich erworben werden.